# Jessica Monceau
Pour les articles homonymes, voir Monceau.
Jessica Monceau est une actrice française, spécialisée dans le doublage.

## Biographie
À l'âge de sept ans, Jessica Monceau découvre le métier d'actrice en participant au tournage de la série de téléfilms Une femme en blanc. Puis deux ans plus tard, elle décroche le rôle de Pauline dans le film Fait d'hiver de Robert Enrico. Fascinée par le travail des acteurs, elle oriente ses études vers le théâtre. Elle joue alors dans plusieurs pièces dont La Mouette de Tchekov, présentée au Festival d'Avignon 2007 ou plus tard La Rose Jaune d'Isabelle Bournat, pièce présentée au Festival d'Avignon 2014.
Elle poursuit ensuite sur scène, tourne dans plusieurs courts métrages et à la télévision et s'illustre, depuis les années 2000, dans le doublage. Au sein de ce domaine, elle devient la voix française régulière de Shailene Woodley,, Daisy Ridley, Rooney Mara, Lily Collins, Alison Pill, Katie Findlay et Alyssa Diaz ainsi que l'une des voix de Juno Temple, Tatiana Maslany, Candice Patton et Imogen Poots et anciennement d'Elliot Page,. 
Par ailleurs, elle prête également sa voix à divers personnages de jeux vidéo comme Riley dans The Last of Us, Jodie dans Beyond: Two Souls, ou encore Mary Jane Watson dans Marvel's Spider-Man et sa suite. Enfin, dans l'animation, elle double notamment Louise Belcher dans Bob's Burgers depuis 2017, Barriss Offee dans The Clone Wars et continue de suivre le personnage de Rey dans les œuvres Star Wars.
En 2015, elle est choisie pour faire partie du jury lors de la 18e édition du Festival européen du court métrage de Bordeaux,.
En parallèle, elle œuvre régulièrement à la lecture à voix haute de livres audio,.

### Vie privée
Elle est la fille de la comédienne Maïté Monceau.  

## Théâtre
- 2007 : La Mouette de Tchekov, mise en scène de Grégory Benoît : Nina
- 2011 : La Consolation de Sophie de Dominique Paquet, mise en scène de Patrick Simon, Théâtre des Ulis : Trita
- 2012 : Au-delà du ciel, mise en scène de Patrick Simon
- 2012 : Kids, mise en scène d'Adrien Popineau : Nada (finale du concours Theatre 13)
- 2013 : Sallinger, mise en scène de Marie Tirmont
- 2013 : Les Canailles, mise en scène de Lucas Olmedo
- 2014 : La Rose jaune d'Isabelle Bournat, mise en scène de Jacques Connort, Théâtre de la Condition des Soies : Kenza
- 2016 : Les Physiciens de Fredrich Dürrenmatt
- 2019 : Le Sommeil des Diables écrit par Guillaume Desmarchelier

## Filmographie

### Cinéma

#### Longs métrages
- 1999 : Fait d'hiver de Robert Enrico : Pauline Riquier

#### Courts métrages
- 2011 : Y'a d'la joie de Christophe Averlan
- 2011 : Don't Mind Me de Morgane Sarah Becerril
- 2012 : À crocs de Frédéric de Barbant (finale 2012 48 h film project)
- 2013 : Petits Joueurs de Frédéric de Barbant
- 2014 : Les Chaussettes rouges de Caroline Pascal et Aurélien Moulet : « la chieuse »
- 2015 : Conversation avec mon réveil de Solène Boulanger
- 2015 : 13F de Guillaume Chep
- 2015 : Les Porte-Clés d'Alec Richard

### Télévision
- 1997 : Une femme en blanc d'Aline Isserman
- 1998 : Embarquement immédiat d'Aline Isserman
- 1998 : Joséphine, ange gardien, épisode L'Enfant oublié d'Alain Bonnot[4]
- ? : Call Center de D. Dessourbes
- 2006 : Les Amants du Flore d'Ilan Cohen : la première élève

## Doublage

### Cinéma

#### Films
- Shailene Woodley[4] dans (18 films) :
  - The Descendants (2011) : Alexandra King
  - The Spectacular Now (2013) : Aimee Finicky
  - Divergente (2014) : Béatrice « Tris » Prior
  - Nos étoiles contraires (2014) : Hazel Grace Lancaster
  - White Bird (2014) : Katharina « Kat » Connors
  - Divergente 2 : L'Insurrection (2015) : Béatrice « Tris » Prior
  - Divergente 3 : Au-delà du mur (2016) : Béatrice « Tris » Prior
  - Snowden (2016) : Lindsay Mills
  - À la dérive (2018) : Tami Oldham
  - Love Again (2019[n 2]) : Daphne
  - Désigné coupable (2021) : Teri Duncan
  - The Fallout (2021) : Anna
  - La Dernière Lettre de son amant (2021) : Jennifer Stirling
  - Misanthrope (2023) : Eleanor Falco
  - Robots (2023) : Elaine / E2 / E3
  - Dumb Money (2023) : Caroline Gill
  - Ferrari (2023) : Lina Lardi
  - Killer Heat (2024) : Penelope Vardakis

- Elliot Page[4] dans (9 films) :
  - An American Crime (2007) : Sylvia Likens
  - Juno (2007) : Juno MacGuff
  - Smart People (2008) : Vanessa Wetherhold
  - Bliss (2009) : Bliss Cavendar
  - Le Secret de Peacock (2010) : Maggie
  - Inception (2010) : Ariane
  - To Rome with Love (2012) : Monica
  - Tallulah (2016) : Tallulah
  - L'Expérience interdite : Flatliners (2017) : Courtney

- Rooney Mara[4] dans (7 films) :
  - Freddy : Les Griffes de la nuit (2010) : Nancy Holbrook
  - The Social Network (2010) : Erica Albright
  - Millénium : Les Hommes qui n'aimaient pas les femmes (2011) : Lisbeth Salander
  - Pan (2015) : Lily la tigresse
  - The Discovery (2017) : Isla
  - Song to Song (2017) : Faye
  - Nightmare Alley (2021) : Molly Cahill

- Daisy Ridley[12],[4] dans (7 films) :
  - Star Wars, épisode VII : Le Réveil de la Force (2015) : Rey
  - Le Crime de l'Orient-Express (2017) : Mary Debenham
  - Star Wars, épisode VIII : Les Derniers Jedi (2017) : Rey
  - Pierre Lapin (2018) : Queue de coton (voix)
  - Star Wars, épisode IX : L'Ascension de Skywalker (2019) : Rey
  - Chaos Walking (2021) : Viola Eade
  - Face à la mer : l'histoire de Trudy Ederle (2024) : Gertrude « Trudy » Ederle

- Lily Collins[4] dans (6 films) :
  - The Blind Side (2009) : Collins Tuohy
  - Priest (2011) : Lucy Pace
  - L'Exception à la règle (2016) : Marla Mabrey
  - Okja (2017) : Red
  - Tolkien (2019) : Edith Bratt
  - Mank (2020) : Rita Alexander

- Juno Temple[4] dans (5 films) :
  - Chronique d'un scandale (2006) : Polly Hart
  - Reviens-moi (2007) : Lola Quincey
  - L'An 1 : Des débuts difficiles (2009) : Eema
  - Greenberg (2010) : Muriel
  - The Dark Knight Rises (2012) : Holly Robinson

- Imogen Poots[4] dans (4 films) :
  - Fright Night (2011) : Amy Peterson
  - Jane Eyre (2011) : Blanche Ingram
  - Le Quator (2012) : Alexandra Gelbart
  - Green Room (2015) : Amber

- Tatiana Maslany dans :
  - Hypnose 2 (2007) : Sammi
  - Je te promets (2012) : Lily
  - La Femme au tableau (2015) : Maria Altmann, jeune

- Madison Pettis dans :
  - La Mission de Chien Noël (2010) : Willamina
  - Mostly Ghostly : Ma goule chérie (2014) : Tara
  - Il est trop bien (2021) : Quinn

- Stephanie Hsu dans :
  - Everything Everywhere All at Once (2022) : Joy Wang / Jobu Tupaki
  - Joy Ride (2023) : Kat
  - The Fall Guy (2024) : Alma Milan

- Carly Schroeder dans :
  - Firewall (2006) : Sarah Stanfield
  - Alyssa et les Dauphins (2007) : Alyssa

- AnnaSophia Robb dans :
  - Le Secret de Terabithia (2007) : Leslie Burke
  - Les Châtiments (2007) : Lauren McConnell

- Jessie Cave dans :
  - Harry Potter et le Prince de sang-mêlé (2009) : Lavande Brown
  - Harry Potter et les Reliques de la Mort, partie 1 (2010) : Lavande Brown

- Sarah Bolger dans :
  - Lazarus Effect (2015) : Eva
  - Emelie (2015) : Emelie

- Alison Pill dans :
  - Goon: Last of the Enforcers (2017) : Eva
  - Trap (2024) : Rachel Abbott

- Crystal Reed dans :
  - Ghostland (2018) : Elizabeth Keller adulte
  - Teen Wolf, le film (2023) : Allison Argent

- Debby Ryan dans :
  - Horse Girl (2020) : Nikki
  - Night Teeth (2021) : Blaire

- 2001 : Tsatsiki : Elena (Simona Ericsson)
- 2001 : La Gardienne des secrets : ? (?)
- 2004 : Resident Evil: Apocalypse : Emmy (Melanie Tonello)
- 2004 : Nobody Knows : Saki (Hanae Kan)
- 2005 : Down in the Valley : April (Kat Dennings)
- 2005 : Une famille 2 en 1 : Phoebe North (Danielle Panabaker)
- 2005 : Le Nouveau Monde : Pocahontas (Q'orianka Kilcher)
- 2005 : Charlie et la Chocolaterie : Veruca Salt (Julia Winter)
- 2007 : Rush Hour 3 : Soo Yung (Zhang Jingchu)
- 2007 : Out of Omaha : Cookie Gainor (Lindsay Seim)
- 2008 : Un gioco de ragazze : Elena Chiantini (Chiara Chiti)
- 2009 : Jeux de pouvoir : Mandy (Sarah Lord)
- 2009 : L'Effet papillon 3 : Elizabeth Brown (Sarah Habel)
- 2010 : Takers : Monica Hatcher (Zulay Henao)
- 2010 : Submarine : Jordana Bevan (Yasmin Paige)
- 2010 : Exorcismus : Emma (Sophie Vavasseur)
- 2011 : The Darkest Hour : Anny (Rachael Taylor)
- 2011 : Wu Xia : Xu Qianqi (Li Xiaoran)
- 2013 : The Call : Autumn (Ella Rae Peck)
- 2013 : You're Next : Erin (Sharni Vinson)
- 2013 : Palo Alto : Shanna (Claudia Levy)
- 2014 : The Baby : Samantha McCall (Allison Miller)
- 2015 : Monsterville : Le Couloir des horreurs : Beth (Dove Cameron)
- 2015 : The Green Inferno : Justine (Lorenza Izzo)
- 2016 : Suicide Squad : Tatsu Yamashiro / Katana (Karen Fukuhara)
- 2016 : Resident Evil : Chapitre final : Abigail (Ruby Rose)
- 2016 : Bibi et Tina : Filles contre garçons : Candy (Emma Knoller)
- 2017 : xXx: Reactivated : Ainsley (Hermione Corfield)
- 2017 : Traque à Boston : Katherine Russell, la femme de Tamerlan (Melissa Benoist)
- 2017 : No Way Out : Juliette (Felicity Jones)
- 2017 : Le Cercle : Rings : Faith (Laura Wiggins)
- 2017 : Le Retour de Chucky : Madeleine (Elisabeth Rosen)
- 2017 : Jigsaw : Eleanor Bonneville (Hannah Anderson)
- 2017 : Les Mauvais Esprits : Angela (Florence Pugh)
- 2018 : Step Sisters : Danielle (Lyndon Smith)
- 2018 : Otages à Entebbe : Sarah (Zina Zinchenko)
- 2018 : Wild Rose : Rose-Lynn (Jessie Buckley)
- 2020 : Arkansas : Johnna (Eden Brolin)
- 2020 : His House : Rial Majur (Wunmi Mosaku)
- 2021 : Bliss : ? (?)
- 2021 : A Classic Horror Story : Élisa (Matilda Anna Ingrid Lutz)
- 2021 : Pierre Lapin 2 : Panique en ville : Queue-de-coton (Aimee Horne) (voix)
- 2021 : Infinite : Nora Brightman (Sophie Cookson)
- 2021 : Toi, lui, elle et nous : Janina (Nilam Farooq)
- 2021 : Un château pour Noël : Rhona (Eilidh Loan)
- 2021 : La Main de Dieu : ? (?)
- 2022 : Uncharted : Chloe Frazer (Sophia Taylor Ali)
- 2022 : Savage Salvation : Ruby Red (Willa Fitzgerald)
- 2022 : Double vice : Yara Backer (Hannah Hoekstra)
- 2022 : Hellraiser : Nora (Aoife Hinds (en))
- 2023 : Evil Dead Rise : Teresa (Mirabai Pease)
- 2023 : Rustin : Rachelle (Lilli Kay)
- 2023 : Dernier appel pour Istanbul : Serin (Beren Saat)
- 2024 : Blitz : Doris (Erin Kellyman)
- 2024 : The Order : Joanne Carney (Jurnee Smollett)
- 2025 : Freaky Friday 2 : Encore dans la peau de ma mère : Ella (Maitreyi Ramakrishnan)

#### Films d'animation
- 2008 : Barbie : Mariposa et ses amies les fées papillons : Mariposa
- 2011 : Le Tableau : Lola (création de voix)
- 2011 : The Prodigies : Liza Everton (création de voix)
- 2014 : Le Fils de Batman : Rebecca Langstrom et la prostituée blanche
- 2020 : LEGO Star Wars : Joyeuses Fêtes : Rey
- 2021 : Monster Hunter : Legends of the Guild (en) : Nadia
- 2022 : Bob's Burgers, le film (en) : Louise Belcher
- 2022 : Lego Star Wars : C'est l'été ! (en) : Rey
- 2024 : Anzu, chat-fantôme : Yuzuki
- 2025 : Elio : l'ambassadrice Auva[13],[n 3]

### Télévision

#### Téléfilms
- Katie Findlay dans :
  - Crash Site (2011) : Frances Saunders
  - Frissons d'amour (2015) : Molly
  - Frissons d'amour 2 (2016) : Molly
  - 20 ans à nouveau ! (2021) : Maggie Turner

- Revell Carpenter dans :
  - La Nounou en savait trop (2022) : Kimberly
  - Meurtre en talons aiguilles (2022) : Sadie
  - Breaking Girl Code (2023) : Farrah Priestly
  - Rencontre avec un serial killer (2023) : Olivia

- Ashley Leggat dans :
  - Dévorée par l'ambition (2013) : Renee Renfro
  - Bienvenue dans la famille (2014) : Tara
  - Briseuse de couple (2015) : Jensyn Bannett

- Emilia Schüle dans :
  - Manatu : Le Jeu des trois vérités (2007) : Nikki Mickler
  - Cœur de tonnerre (2013) : Mila

- Jasmin Schwiers dans :
  - Prête à tout pour mes enfants (2009) : Sonja
  - Mariage sans frontières (2014) : Lisa Bergmann

- Felicity Jones dans :
  - Page Eight (2011) : Julianne Worricker
  - Salting the Battlefield (2014) : Julianne Worricker

- Latonya Williams dans :
  - Baby-sitter en danger (2020) : Laura Bergen
  - Amour, star et beauté (2021) : Teri

- 2005 : Trop jeune pour être mère : ? (?)
- 2007 : L'Amour d'un père : Susan (Dominique Bisson)
- 2008 : Un souhait pour Noël : Jill (Laura Mennell)
- 2008 : La Princesse aux paparazzis : Paris Hilton (Amber Hay)
- 2008 : Fab Five : Le Scandale des Pom-pom girls : Ashley (Stephanie Honoré)
- 2009 : Barfuß bis zum Hals (de) : Rosa Steiner (Sarah Kim Gries)
- 2009 : T'en fais pas : Melanie (Carolyn Genzkow)
- 2009 : Accusée à tort : Bianca Madler (Nicole Anderson)
- 2011 : Katie, bannie des siens : Mary Stoltzfus (Sarah E. Chambers)
- 2012 : L'Insupportable Soupçon : Alex (Tess Atkins)
- 2013 : Sacrifice : Vladka Charouzová (Jenovéfa Boková)
- 2014 : Adolescence tourmentée : Kara (Ana Walczak)
- 2014 : Oublier et pardonner : Emily Walker (Vivien Endicott Douglas)
- 2015 : Coup de foudre en sursis : Mindy (Leanne Lapp)
- 2015 : The Carpenter's Daughter : Natalie Parish (Sadie Calvano)
- 2016 : Dans les griffes de Charles Manson : Susan Atkins (Eden Brolin)
- 2016 : La Vie des soeurs Brontë : Emily Brontë (Chloe Pirrie)
- 2019 : Le Noël des héros : Audrey Brown (Melissa Claire Egan)
- 2020 : Mr. Merveilleux : Lisa (Sarah Butler)
- 2020 : La Valse de Noël : Darna (Beatrice King)
- 2020 : Noël avec le prince de mes rêves : Izzi Simmons (Ali Stroker)
- 2021 : Meilleures amies pour la vie… : Jenna Ryder (Hannah Brantley)
- 2021 : Un Noël couronné d'amour : Sarah (Solange Sookram)
- 2021 : Rencard avec le diable : Charlotte (Walnette Marie Santiago)
- 2022 : Ray Donovan: The Movie : Teresa (Alyssa Diaz)
- 2022 : Je suis la fille de ton mari : Carlee Byrne (Annika Foster)
- 2022 : L'Amour selon Emilia Bloom : Taylor Bloom (Katherine McNamara)
- 2022 : Une famille sur mesure pour Noël : Natalie Cameron (Kristina Cole Geddes)
- 2023 : Mission bébé : Cassandra (Sarah Fisher)
- 2023 : L'Obsession de Natalie : Vanessa (Sharlene Rädlein (en))
- 2023 : Comment j'ai démasqué un serial killer : Crystal (Audre Steph)

#### Séries télévisées
- Alison Pill dans (6 séries) :
  - En analyse (2009) : April (saison 2)
  - American Horror Story (2017) : Ivy Mayfair-Richards (saison 7)
  - Star Trek: Picard (2020-2022) : Dr Agnes Jurati (20 épisodes)
  - Devs (2020) : Katie (mini-série)
  - Eux (2021) : Elizabeth « Betty » Wendell (saison 1)
  - Hello Tomorrow! (2023) : Myrtle Mayburn

- Katie Findlay dans (6 séries) :
  - The Killing (2011-2012) : Rosie Larsen (13 épisodes)
  - Murder (2014-2015) : Rebecca Sutter (16 épisodes)
  - The Magicians (2016) : Eve (3 épisodes)
  - The Twilight Zone : La Quatrième Dimension (2019) : Tammy Crosby
  - Nancy Drew (2019-2021) : Lisbeth (8 épisodes)
  - Walker: Independence (2022-2023) : Kate (13 épisodes)

- Alyssa Diaz dans (6 séries) :
  - Vampire Diaries (2012) : Kim (4 épisodes)
  - American Wives (2012-2013) : Gloria Cruz (30 épisodes)
  - Ray Donovan (2015-2018) : Teresa (24 épisodes)
  - NCIS : Los Angeles (2016) : Jasmine Garcia (saison 8, épisode 3)
  - The Rookie : Le Flic de Los Angeles (depuis 2018) : Angela Lopez (98 épisodes - en cours)
  - The Rookie: Feds (2022) : Angela Lopez (saison 1, épisodes 1 et 8)

- Candice Patton dans (5 séries) : 
  - Flash (2014-2023) : Iris West-Allen (184 épisodes)
  - Supergirl (2017) : Iris West (saison 3, épisode 8)
  - Arrow (2017) : Iris West (saison 6, épisode 8)
  - Legends of Tomorrow (2017) : Iris West (saison 3, épisode 8)
  - Batwoman (2019) : Iris West-Allen (saison 1, épisode 9)

- Tati Gabrielle dans (4 séries) :
  - Les Nouvelles Aventures de Sabrina (2018-2020) : Prudence (36 épisodes)
  - You (2021-2023) : Marienne Bellamy (15 épisodes)
  - Kaleidoscope (2023) : Hannah Kim (mini-série)
  - The Last of Us (2025) : Nora Harris (saison 2)

- Sarah Bolger dans :
  - Les Tudors (2008-2010) : Mary Tudor (23 épisodes)
  - Once Upon a Time (2012-2015) : la princesse Aurore / la Belle au bois dormant (16 épisodes)
  - Agent Carter (2016) : Violet (3 épisodes)

- Tiffany Hines dans :
  - Bones (2009-2014) : Michelle Welton (8 épisodes)
  - Rush (2014) : Steffi (2 épisodes)
  - 24 Heures : Legacy (2017) : Aicha

- Sofia Black-D'Elia dans :
  - Skins (2011) : Tea Marvelli (10 épisodes)
  - Very Bad Nanny (2017-2018) : Sabrina Pemberton
  - Your Honor (2020-2021) : Frannie Latimer (10 épisodes)

- Sarah Steele dans :
  - The Good Wife (2011-2016) : Marissa Gold (2e voix, saisons 3 à 7)
  - Bull (2016) : Ellen Huff (saison 1, episode 3)
  - The Good Fight (2017-2022) : Marissa Gold (58 épisodes)

- Sharon Rooney dans :
  - Journal d'une ado hors norme (2013-2015) : Rachel « Rae » Earl (16 épisodes)
  - The Capture (2019) : Becky (6 épisodes)
  - McDonald et Dodds (2021) : Doreen Warren (saison 2, épisode 2)

- Alice Englert dans : 
  - Top of the Lake (2017) : Mary (6 épisodes)
  - Ratched (2020) : l'infirmière Dolly (6 épisodes)
  - Le Serpent (2021) : Teresa Knowlton (mini-série)

- Amber Rose Revah dans :
  - The Punisher (2017-2019) : Dinah Madani (26 épisodes)
  - Last Light (2022) : Mika Bakhash (mini-série)
  - Périphériques, les mondes de Flynne (2022) : Grace (saison 1, épisodes 3 et 5)

- Ashley Leggat dans :
  - Derek (2005-2009) : Casey McDonald (70 épisodes)
  - Soupçon de magie (2015) : Tara Russell (4 épisodes)

- Shailene Woodley[4] dans :
  - La Vie secrète d'une ado ordinaire (2008-2013) : Amy Juergens (121 épisodes)
  - Big Little Lies (2017) : Jane Chapman (mini-série)

- Shanna Collins dans :
  - Swingtown (2008) : Laurie Miller (13 épisodes)
  - Hawthorne : Infirmière en chef (2009) : Lucy Meyers (saison 1, épisode 4)

- Aura Garrido dans :
  - Ange ou Démon (2011) : Valeria (22 épisodes)
  - Une affaire privée (2022) : Marina Quiroga (8 épisodes)

- Tatiana Maslany dans :
  - Parks and Recreation (2013) : Nadia (saison 6, épisodes 5 et 6)
  - She-Hulk : Avocate (2022) : Jennifer Walters / Miss Hulk (mini-série)

- Magda Apanowicz dans :
  - Continuum (2013-2015) : Emily
  - Mentalist (2014) : April Lark (saison 6, épisode 21)

- Jackie Cruz dans :
  - Unforgettable (2014) : Maria Torres (saison 3, épisode 11)
  - Good Girls (2020) : Rhea (saison 3, épisodes 1 à 3)

- Lily Collins dans : 
  - Les Misérables (en) (2018-2019) : Fantine (mini-série)
  - Calls (2021) : Camila (voix - saison 1, épisode 1)

- Elliot Page dans :
  - Les Chroniques de San Francisco (2019) : Shawna (9 épisodes)
  - Umbrella Academy (2019-2020) : Vanya Hargreeves / la Violoniste Blanche / Numéro 7 (1re voix, saisons 1 et 2)

- Hanako Greensmith dans :
  - Chicago Fire (depuis 2020) : Violet Mikami
  - Chicago Med (2021 / 2024) : Violet Mikami (saison 6, épisode 12 et saison 9, épisode 12)

- Katherine Waterston dans :
  - Perry Mason (2023) : Ginny Ames (saison 2)
  - The Agency (depuis 2024) : Naomi

- 2005-2008 : South of Nowhere : Ashley Davies (Mandy Musgrave)
- 2006 : Thief : Tammi Deveraux (Mae Whitman) (mini-série)
- 2006-2007 : Big Love : Donna (Lyndsy Fonseca)
- 2006-2009 : The Unit : Commando d'élite : Betsy Blane (Angel Wainwright)
- 2007 : L'Amour d'un père : Susan (Dominique Bisson)
- 2007-2008 : Women's Murder Club : Alexis Sherman (Rooney Mara) (saison 1, épisode 3) et Kate Hammond (Marcella Lentz-Pope) (saison 1, épisode 12)
- 2007-2008 : Cory est dans la place : Sophie Martinez (Madison Pettis)
- 2007-2008 : Boston Justice : Marlena Hoffman (Allison Miller)
- 2008 : Eleventh Hour : Emily Stanner (Haley Ramm)
- 2008 : Merlin : Sophia de Tir-Mor (Holliday Grainger)
- 2008 : Samurai Girl : Heaven Kogo (Jamie Chung)
- 2008-2009 : Le Rêve de Diana : Juliette von Altenburg (Maria Schumanski)
- 2008 / 2011 : Sons of Anarchy : Tristen Oswald (Liana Liberato) (1re voix, saison 1, épisode 3) / la femme Mahewa (Marisa Quintanilla) (saison 4, épisode 3)
- 2009 : Physique ou Chimie : Lucie (Miriam Giovanelli)
- 2009 : Affaires de famille : Avalon Keller (Kate Corbett)
- 2009 : Accusée à tort : Bianca Madler (Nicole Anderson)
- 2009 : T'en fais pas : Mélanie (Carolyn Genzkow)
- 2009 : Barfuss bis zum Hals : Rosa Steiner (Sarah Kim Gries)
- 2010 : Life Unexpected : Natasha (Ksenia Solo)
- 2010 : New York, unité spéciale : Emily Sullivan (Justine Cotsonas)
- 2010 : Les Spécialistes : Investigation scientifique : Costanza Moro (Maria P. Petruolo)
- 2010 : Downton Abbey : Gwen Dawson (Rose Leslie)
- 2010 : Mentalist : Hope (Michelle Page)
- 2010 : Ghost Whisperer : TJ (Emilee Wallace) (saison 5, épisode 11) et Jacqueline (Tammy Townsted) (saison 5, épisode 22)
- 2010-2012 : Vie sauvage : Olivia Adams (Olivia Scott-Taylor)
- 2011-2014 / 2016 : Teen Wolf : Allison Argent (48 épisodes), Marie-Jeanne Valet (saison 5, épisode 18) (Crystal Reed)
- depuis 2011 : Les Feux de l'amour : Chelsea Lawson Newman (Melissa Claire Egan)
- 2011-2013 : Body of Proof : Jinx (T.V. Carpio) (saison 2, épisode 7) et Carla Mendez (Zoe Hall) (saison 3, épisode 11)
- 2012 : The Client List : Kendra (Naturi Naughton)
- 2012 : Mentalist : Charlotte Anne Jane (Dove Cameron) (saison 5, épisode 2)
- 2012-2013 : Burning Love (en) : Annie (Abigail Spencer)
- 2013-2015 : Devious Maids : Valentina Diaz (Edy Ganem) (28 épisodes)
- 2013 : Castle : Talia McTeague (Mekenna Melvin) (saison 5, épisode 24)
- 2013-2017 : Reign : Le Destin d'une reine : Greer (Celina Sinden) (78 épisodes)
- 2014 : Drop Dead Diva : Jessica / Lasky (Viviana Chavez) (saison 6, épisode 3)
- 2015-2019 : Unbreakable Kimmy Schmidt : Xanthippe « Xan » Lannister Voorhees (Dylan Gelula) (12 épisodes)
- 2015 : Hemlock Grove : Annie Archambeau (Camille de Pazzis) (10 épisodes)
- 2015 : Homeland : Laura Sutton (Sarah Sokolovic) (12 épisodes)
- 2015-2016 : The Royals : Imogen (Leanne Joyce) (3 épisodes)
- 2015-2017 : Switched : Vimla (Rana Roy) (6 épisodes)
- 2016 : Shadowhunters : Camille Belcourt (Kaitlyn Leeb) (6 épisodes)
- 2016 : Jour polaire : Jenny Ann (Jessica Grabowsky) (7 épisodes)
- 2016 : Chicago Med : Dr Leah Bardovi (Shiri Aljadeff) (4 épisodes)
- 2016 : Shoot the Messenger (en) : Chloe Channing (Hannah Anderson)
- 2016 : Pitch : Genevieve « Ginny » Baker (Kylie Bunbury)
- 2016-2019 : Easy : Sophie (Gugu Mbatha-Raw) (saison 1, épisode 7 et saison 3, épisode 9)
- 2017 : L'Arme fatale : Owlsly (Lyndon Smith)
- 2017 : Gypsy : Sidney (Sophie Cookson)
- 2017 : Training Day : Chelsea Brown (Sofia Vassilieva)
- 2017 : Peaky Blinders : Jessie Eden (Charlie Murphy)
- 2018 : Room 104 : Tanya (Pia Shah)
- 2018 : Börü (tr) : Zeynep (Melis Hacic)
- 2018 : Le Détenu : Linda Morris (Isabella Castillo)
- 2018 : ABC contre Poirot : Megan Barnard (Bronwyn James) (mini-série)
- 2018 : Charmed : Angela Wu (Leah Lewis) (saison 1, épisodes 2 à 4)
- 2018-2019 : Insatiable : Patty Bladell (Debby Ryan) (22 épisodes)
- 2019 : Coisa Mais Linda : ? (?)
- 2019 : V Wars : Teresa (Samantha Cole)
- 2019 : Traitors : Feef Symonds (Emma Appleton) (6 épisodes)
- 2019-2020 : Vikings : Amma (Kristy Dawn Dinsmore) (11 épisodes)
- 2019-2020 : Dare Me : coach Colette French (Willa Fitzgerald)
- 2019-2021 : Atiye : Atiye (Beren Saat) (24 épisodes)
- 2019-2022 : The Walking Dead : Jules Abrams (Alex Sgambati) (7 épisodes)
- 2019-2023 : The L Word: Generation Q : Sarah Finley (Jacqueline Toboni) (28 épisodes)
- 2019-2023 : Carnival Row : Dahlia (Chloe Pirrie) (5 épisodes)
- 2020 : I Am Not Okay with This : Jenny Tuffield (Sophia Tatum)
- 2020 : I Know This Much Is True : Joy Hanks (Imogen Poots) (mini-série)
- 2020 : Allô la Terre, ici Ned (en) : Kristen Schaal (Kristen Schaal) (épisode 2)
- 2020 : Normal People : Helen Brophy (Aoife Hinds) (4 épisodes)
- 2020-2022 : Yellowstone : Angela Blue Thunder (Q'orianka Kilcher) (8 épisodes)
- 2021 : Falcon et le Soldat de l'Hiver : Karli Morgenthau (Erin Kellyman) (mini-série)
- 2021 : Les Irréguliers de Baker Street : Beatrice « Bea » Cooke (Thaddea Graham)
- 2021 : Innocent : Mara (Mima Riera) (mini-série)
- 2021 : Mr. Corman : Megan (Juno Temple)
- 2021 : AlRawabi School for Girls : Rania (Joanna Arida) (saison 1)
- 2021 : The Billion Dollar Code : Julia Blaschke (Neda Rahmanian) (mini-série)
- 2021-2022 : Destin : La Saga Winx : Bloom Peters (Abigail Cowen) (13 épisodes)
- 2021-2022 : Chicago Police Department : Anna Avalos (Carmela Zumbado) (7 épisodes)
- depuis 2021 : Professeur T (en) : Lisa Donckers (Emma Naomi)
- 2022 : Suspicion : Tara McAllister (Elizabeth Henstridge) (8 épisodes)
- 2022 : Anatomie d'un scandale : Olivia Lytton (Naomi Scott) (mini-série)
- 2022 : Heartstopper : Elle Argent (Yasmin Finney)
- 2022 : The Time Traveler's Wife : Annette DeTamble (Kate Siegel) (3 épisodes)
- 2022 : Irma Vep : Regina (Devon Ross) (mini-série)
- 2022 : L'Écume de la guerre (no) : Cecilia (Ine Marie Wilmann) (mini-série)
- 2022 : Témoin numéro 3 (sv) : Jodie (Nina Toussaint-White)
- 2022 : King of Stonks (de) : Magda (Ricarda Seifried (de)) (mini-série)
- 2022-2023 : Star Trek: Strange New Worlds : la capitaine Batel (Melanie Scrofano)
- 2022-2023 : The Lazarus Project : Archie (Anjli Mohindra)
- 2023 : El silencio : Ana Dussuel (Almudena Amor (es)) (mini-série)
- 2023 : Painkiller : Brianna Ortiz (Ana Cruz Kayne) (mini-série)
- 2023 : Infamia (pl) : Gita Burano (Zofia Jastrzębska)
- 2023 : Feedback (pl) : Ula Kania (Nel Kaczmarek)
- 2024 : The Signal : Mira (Nilam Farooq (en)) (mini-série)
- 2024 : La Palma : Marie Ekdal (Thea Sofie Loch Næss) (mini-série)
- 2024 : The Office (en) : Alisha Khanna (Pallavi Sharda)
- 2024-2025 : Tracker : Dr Beth Trainor (Gia Sandhu) (saison 1, épisode 3) et Amelia (Ariana Guerra) (saison 2, épisode 16)
- depuis 2024 : Enquêtes au paradis (en) : l'inspectrice Mackenzie Clarke (Anna Samson (en))
- depuis 2025 : The Pitt : Dr Samira Mohan (Supriya Ganesh (en))

#### Séries d'animation
- 2004 : Rolie Polie Olie : Zoé Polie (2e voix)
- 2004-2006 : Zoé Kézako : Lola (création de voix)
- 2007 : Gurren Lagann : la petite fille (épisode 21)
- 2008 : Wakfu : Cabotine (création de voix, épisode Goultard le barbare)
- 2008-2012 : Star Wars: The Clone Wars : Barriss Offee[n 4] (1re voix)
- 2009-2010 : Gundam 00 : Néna Trinity et Regene Regetta
- 2009-2011 : Stoked : Ça va surfer ! : Lou
- 2010 : Le Petit Prince : Shania (création de voix, épisode Planète de Géhom)
- 2011 : Tempo Express : Marinche (création de voix)
- depuis 2011[n 5] : Bob's Burgers : Louise Belcher, Tammy et Courtney
- 2012-2013 : Les Nouvelles Aventures de Peter Pan : Lily la Tigresse, Cynthia, Maïa, Chloé, Iris et Capucine
- 2012-2014 : La Légende de Korra : Asami Sato
- 2012-2016 : Martine : Émilie et Antoine
- 2014-2017 : Roi Julian ! L'Élu des lémurs : Clover
- 2014-2017 : LoliRock : Izira (création de voix)
- 2016 : Lego Star Wars : L'aube de la Résistance : Rey
- 2017-2018 : Star Wars : Forces du destin : Rey
- 2018 : Marblegen : Luna Costello et Kali King (création de voix)
- 2021 : Queer Force : Jacqueline Box
- 2022 : Transformers: BotBots (en) : Bonz-Eye
- 2022 : Chainsaw Man : voix additionnelles
- 2022 : Archer : Alessia[n 6] (saison 13)
- 2023 : Vinland Saga : Ylva adulte (doublage Netflix)
- 2023 : Invincible : la reine lézard[n 7] (épisode spécial)
- 2023 : Captain Laserhawk: A Blood Dragon Remix : Lucy
- 2023 : Diable malgré lui : Gaby
- 2023-2024[n 8] : Undead Unluck : Akira Kunō
- 2024 : Tales of the Empire : Barriss Offee[n 4]
- 2024 : Gundam : Requiem pour une vengeance (en) : Iria Solari
- 2024-2025 : Dandadan : Mūko (version ADN)
- 2025 : Ishura : Miroya (saison 2)
- 2025 : Moonrise (en) : voix additionnelles

### Jeux vidéo
- 2009 : League of Legends : Taliyah
- 2011 : Dungeon Siege III : voix additionelles
- 2013 : Beyond: Two Souls : Jodie Holmes[n 9]
- 2013 : Final Fantasy XIV: A Realm Reborn : Minfilia
- 2013 : DmC: Devil May Cry : Kat
- 2013 : Remember Me : Nilin
- 2013 : The Last of Us : Riley (DLC Left Behind)
- 2014 : Sunset Overdrive : protagoniste
- 2015 : Dying Light : Troy
- 2016 : Battleborn : Mellka
- 2016 : Furi : le Battement Anna (DLC Sign of Times)
- 2016 : Lego Star Wars : Le Réveil de la Force : Rey
- 2016 : Mafia III : Anna (DLC « Sign of Times »)
- 2017 : Resident Evil 7: Biohazard : Zoe Baker
- 2017 : Destiny 2 : Suraya Hawthorne
- 2017 : Star Wars Battlefront II : Rey
- 2017 : Prey : Membres d'équipages (Rani Chaudhary, Patricia Varma, Galel Seif, Marietta Kyrkos, Maliah Fowles, Talia Brooks, Elle Gold)
- 2018 : Jurassic World Evolution : voix off supervisant le parc
- 2018 : Marvel's Spider-Man : Mary Jane Watson[n 10]
- 2019 : Crackdown 3 : Enakshi Swift / Echo
- 2019 : Rage 2 : voix additionnelles
- 2020 : Gears Tactics : Reyna
- 2020 : Legends of Runeterra : Taliyah
- 2021 : Life Is Strange: True Colors : voix additionnelles (la joggeuse, etc.)
- 2021 : Far Cry 6 : Citra (DLC La Folie de Vaas)
- 2022 : Apex Legends : Vantage
- 2023 : The Legend of Zelda: Tears of the Kingdom : Yona
- 2023 : Assassin's Creed Mirage : Nehal
- 2023 : Marvel's Spider-Man 2 : Mary Jane Watson[n 10]

## Voix off

### Livres audio
- Série Dear You d'Emily Blaine :
  - Saison 1 (août 2016)
  - Saison 2 (septembre 2016)
  - Saison 3 (octobre 2016)
- Série Le Pacte des Marchombres de Pierre Bottero :
  - Tome 1 : Ellana (septembre 2020)
  - Tome 2 : Ellana, l'envol (octobre 2020)
  - Tome 3 : Ellana, la prophétie (novembre 2020)
- Série Les Archives de Roshar de Brandon Sanderson, traduite par Mélanie Fazi :
  - Tome 1 : La Voie des rois, volumes 1 et 2 (décembre 2022 et février 2023) (avec Lionel Monier)
  - Tome 2 : Le Livre des Radieux, volumes 1 et 2 (avril et juin 2023) (avec Lionel Monier)
- Livres d'Amy Engel, traduits par Anaïs Goacolou :
  - The Book of Ivy (juillet 2023)
  - The Revolution of Ivy (août 2023)
- Nos étoiles contraires de John Green (juin 2015)
- Le Charme discret de l'intestin de Giulia Enders, (mai 2018)
- Dans le murmure des feuilles qui dansent d'Agnès Ledig (mai 2019)
- Le Sommeil, le rêve et l'enfant de Marie Thirion et Marie-Josèphe Challamel (août 2020)
- Tu vas tout dé-chi-rer ! de Jen Sincero (mai 2021)
- My Favorite Half-Night Stand de Christina Lauren, traduit par Margaux Guyon (avril 2022) (avec Laurent Blanpain)
- Le Sourire contagieux des croissants au beurre de Camille Andréa (juillet 2022) (avec Cyril Romoli)
- Le Spleen du pop-corn qui voulait exploser de joie de Raphaëlle Giordano (octobre 2022)
- Les Sept Soeurs, tome 2 : La Sœur de la tempête de Lucinda Riley (juillet 2023)
- Heart Players, tome 1 : The Bucket List d'Alice DesMerveilles (décembre 2023) (avec Laurent Blanpain)
- Les Sœurs Wickwood de Ludivine Irolla et Charlie Bowater (février 2024)

### Documentaires
- 2016 : La Jeune Fille et son aigle : la narratrice (Daisy Ridley)
- 2019 : La Révolution #MeToo

### Publicités
- Cuir Center (2023)
- E.Leclerc (2023 - radio)
- Cetelem (2023)
- Always  (2022)
- Knox Vault (2025)